# Presidentvalet i Vitryssland 2010
Ett presidentval hölls i Vitryssland den 19 december 2010. Valet planerades ursprungligen att hållas under början av 2011, men slutdatumet sattes under ett extrainsatt möte av Vitrysslands nationalförsamling den 14 september 2010.
Av de tio kandidaterna förklarades den sittande presidenten Alexandr Lukasjenko som vinnare av valkommissionen med 79,67% av rösterna, även om anhängarna av oppositionen fördömde valet. Installationscerenomin hölls den 19 februari 2011.

## Historia
Under protester efter folkomröstningen i Vitryssland 2004 och samtidigt parlamentsvalet i Vitryssland 2004 arresterades flera som protesterade mot resultaten, och det framkom rapporter om oppositionskandidater som blev slagna av polisen. Fler häktningar av protestanter ägde rum efter presidentvalet i Vitryssland 2006, den så kallade "Jeansrevolutionen". Under Lukasjenkos presidentskap har Vitryssland inte haft ett enda val som observatörer från Västvärlden ansett rättvisa.

## Presidentkandidater

### Lukasjenko
Alexandr Lukasjenko (som satt sitt tredje mandat) förkunnade för pressen i februari 2007 att om hans hälsa tillät, skulle han ställa upp i valet 2011 också. Enligt resultaten från en folkomröstning 2004 blev Lukasjenko den första presidenten i Vitryssland och hade därför inga mandatbegränsningar. Den 4 maj 2010 sade han i en intervju med Reuters att "Jag inte än har bestämt om jag ska ställa upp [...] Det finns inga faktorer idag som skulle tvinga mig att vägra ställa upp.

### Oppositionen
De följande politikerna bestämde sig för att ställa upp i valet: 
- Sergei Gaidukevitj, ordförande i Vitrysslands liberaldemokratiska parti[11]
- Uladzimir Njakljajeu, författare, ledare över "Säg sanningen!"-rörelsen ("Гавары праўду!")
- Ales' Mitjalevitj, advokat, ledare över Modernization Union[12]
- Jaraslaŭ Ramantjuk, vice ordförande i partiet United Civil Party of Belarus[13]
- Vital' Rymasjeŭski, vice ordförande i Vitrysk Kristdemokrati party[11]
- Andrei Sannikaŭ, ledare över Europeiska Vitryssland [12]
- Mikalaj Statkievitj, ordförande i  Narodnaya Hramada Belarusian Social Democratic Party[11]
- Ryhor Kastusioŭ, vice ordförande i Vitryska folkfronten

Aljaksandr Milinkevitj, i rörelsen "За Свабоду" ("För frihet"), klargjorde först att han skulle ställa upp, men ångrade sig i september.

### Officiell registreringsinformation
Alla registrerade kandidaters namn anges i sin vitryska namnform, som i vissa fall skiljer sig avsevärt från den ryska formen.
| Namn                   | Yrke, parti                                             | Antal personer i initiativgrupp | Antal underskrifter som lämnats in | Antal accepterade underskrifter |                             |
| ---------------------- | ------------------------------------------------------- | ------------------------------- | ---------------------------------- | ------------------------------- | --------------------------- |
| Ryhor Kastusioŭ        | Vitryska folkfronten                                    | 1 306                           |                                    | 100 870                         |                             |
| Aljaksandar Lukasjenka | president                                               | 8 403[källa behövs]             |                                    | 1 110 149                       |                             |
| Ales' Michalevitj      | advokat                                                 | 1 795                           |                                    | 111 399                         |                             |
| Uladzimir Njakliajeŭ   | poet                                                    | 3 271                           |                                    | 180 073                         |                             |
| Jaraslaŭ Ramantjuk     | ekonom, Förenade medborgarpartiet                       | 1 461                           |                                    | 123 206                         |                             |
| Vital' Rymasjeski      | Vitrysk kristdemokrati                                  | 1 698                           |                                    | 102 817                         |                             |
| Andrei Sannikaŭ        | journalist, politisk observatör, Europeiska Vitryssland | 2 001                           |                                    | 142 023                         |                             |
| Mikalai Statkievitj    | Vitryska socialdemokratiska partiet                     | 1 545                           |                                    | 111 159                         |                             |
| Viktar Tsjaresjtjanka  | ekonom                                                  | 1 301                           |                                    | 109 012                         |                             |
| Dmitri Vus             | affärsman                                               | 1 355                           |                                    | 104 102                         |                             |
| Vladimir Provalski     | affärsman                                               | 186                             |                                    | 118                             |                             |
| Piotr Barysaŭ          | pensionär                                               | 110                             | Stödde Rymašeŭski                  | Stödde Rymašeŭski               | Stödde Rymašeŭski           |
| Sergei Gaidukevich     | Liberal Democratic Party                                | 10 443[källa behövs]            | Drog tillbaka kandidaturen.        | Drog tillbaka kandidaturen.     | Drog tillbaka kandidaturen. |
| Yuri Glushakov         | Belarusian Green Party                                  | 243                             | Drog tillbaka kandidaturen.        | Drog tillbaka kandidaturen.     | Drog tillbaka kandidaturen. |
| Sergei Ivanov          | Arbetslös                                               | 129                             | Drog tillbaka kandidaturen.        | Drog tillbaka kandidaturen.     |                             |
| Ivan Kulikov           | Forskare                                                | 107                             | Drog tillbaka kandidaturen.        | Drog tillbaka kandidaturen.     | Drog tillbaka kandidaturen. |
| Sergei Ryzhov          | Direktör                                                | 123                             | Drog tillbaka kandidaturen.        | Drog tillbaka kandidaturen.     |                             |

## Kampanj

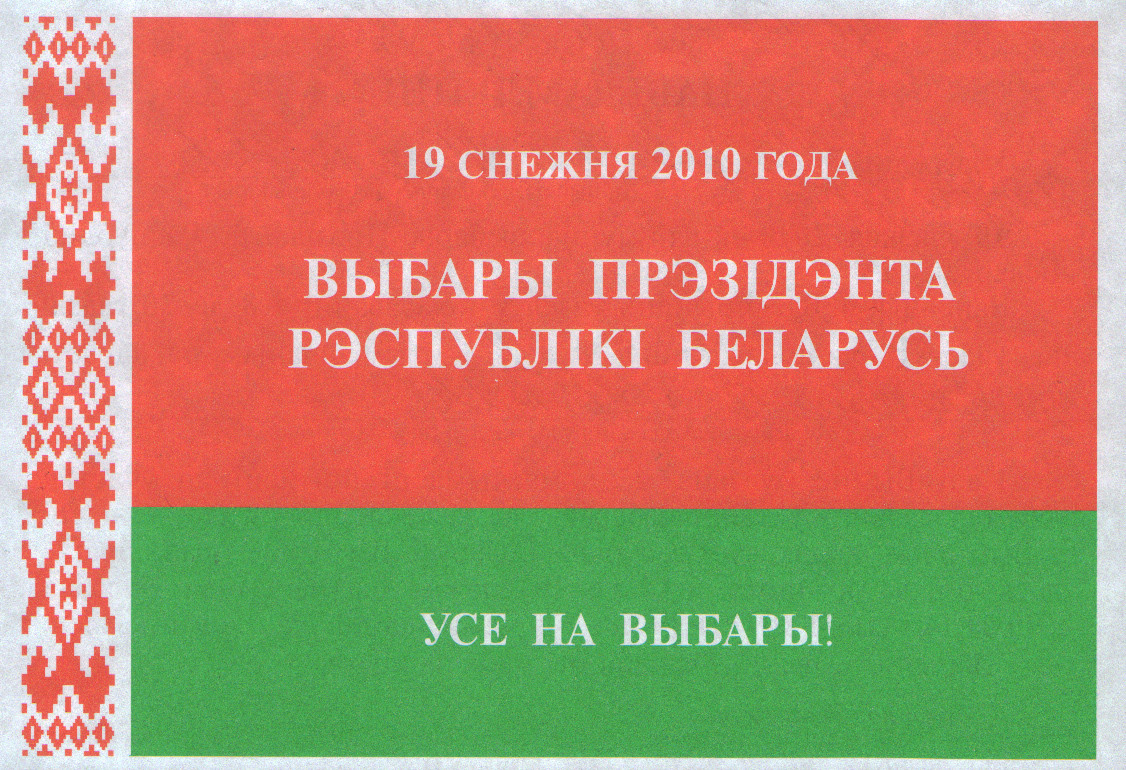
Inbjudan till val.

Upploppet till kampanjen markerades av en serie ryska mediala attacker på den sittande Alexandr Lukasjenko. NTV sände genom hela juli en dokumentär med titeln 'The Godfather' som framhävde det misstänksamma försvinnandet av ett antal oppositionsledare under 1990-talets slut, såväl som ett uttalande som Lukasjenko hade gjort där han verkar ha hyllat Adolf Hitler. Lukasjenko kallade mediaattacken "smutsig propaganda"..
Kampanjandet började officiellt den 19 november, där kandidaterna höll en mot en-möten över hela landet och började sända TV och radio via vitrysk statsmedia. Varje kandidat fick göra två 30-minutslånga sändningar på TV och radio fram till den 4 december, och vara med i en mediadebatt i direktsändning.

## Kontrovers
Även om oppositionsfigurer hävdade att de sittande skrämdes och utförde "smutsiga trick", sågs valet som jämförelsevis öppet som ett resultat av en önskan att förbättra relationerna med både Europa och USA. CEC (Central Electoral Commission of Belarus) varnade Uladzimir Nyaklyaeus kampanj "Säg sanningen!" för att bryta mot vallagstiftningen när hans organisation samlade underskrifter av okvalificerade väljare till listor.

## Val
CEC fastställde resultaten för valet:
| Plats        | Kandidat             | Röster       | Röster |
| Plats        | Kandidat             | Nummer       | %      |
| ------------ | -------------------- | ------------ | ------ |
| 1            | Alexander Lukasjenko | 5 122 866    | 79,67% |
| 2            | Andrej Sannikov      | 164 000      | 2,56%  |
| 3            | Jaraslaŭ Ramančuk    | 126 986      | 1,97%  |
| 4            | Gregory Kostusev     | 126 645      | 1,97%  |
| 5            | Uladzimir Niakliajeŭ | 113 747      | 1,77%  |
| 6            | Vital Rymašeŭski     | 70 433       | 1,1%   |
| 7            | Viktor Tereshchenko  | 69 653       | 1,08%  |
| 8            | Mikalai Statkievič   | 67 000       | 1,04%  |
| 9            | Ales Michalevič      | 65 598       | 1,02%  |
| 10           | Dmitry Uss           | 31 000       | 0,48%  |
| Mot alla     | Mot alla             | Mot alla     | 6,47%  |
| Antal röster | Antal röster         | Antal röster | 92.9%  |

### Protester och nedslag
På valdagen blev presidentkandidaten Niakliayeu allvarligt slagen av milisen, när han var på väg till en protestdemonstration för oppositionen i Minsk. Statkevich attackerades också av milisen på väg till mötet. På valnatten försökte protestanter från oppositionen storma en viktig regeringsbyggnad, och slog sönder fönster och dörrar innan polisen kunde trycka tillbaka dem. Uppemot 10 000 protesterade också mot Lukasjenko, där de ropade "Ut!", "Länge leve Vitryssland" och liknande slogans. Hundratals personer som protesterade mot valresultaten arresterades, och av dem var minst sju stycken presidentkandidater. Några av dem slogs enligt rapporter av polisen. Vitrysslands säkerhetsbyrå KGB anklagade aktivisterna med inhemska människorättsbrupper och sa att de kunde få uppemot 15 år i fängelse.
Flera av oppositionens och oppositionskandidaternas hemsidor blockerades eller hackades. Facebook, Twitter, YouTube, Google talk, många email-tjänster och LiveJournal blockerades också. Över 600 motståndaraktivister, däribland 5 presidentkandidater, arresterades efter valnedslaget.

### Respons
Oberoende staters samvälde förklarade valet som rättmätigt. Ryska valobservatörer gjorde samma sak. Organisationen för säkerhet och samarbete i Europa (OSCE) kallade valet "fläckat" och sa att det inte uppnådde demokratiska standarder. Lukasjenko svarade med att säga att OSCE inte hade rätt att tala om händelser i Vitryssland som hände efter valet. Ordföranden i den kazakiska senaten Kassym-Jomart Tokayev sa att "vitryska folket röstade för den sittande presidenten, och detta val kommer respekteras av Kazakstan"
Ryska presidenten Dmitrij Medvedev sa att det vitryska valet var ett internt problem för Vitryssland och ville bibehålla goda relationer mellan de två staterna. Sveriges utrikesminister Carl Bildt reagerade skarpt på nyheterna om ett nedslag av oppositionsdemonstrationerna i Minsk och fördömde fängslandet av de sju kandidaterna. USA erkände inte resultatet som legitimt och begärde omedelbar frigivning av alla oppositionella presidentkandidater som fängslats. Även Polen och Tyskland uttryckte oro över valet.